# Gănești, Argeș
Gănești este un sat în comuna Pietroșani din județul Argeș, Muntenia, România.